# Majestic Sporting Club
Actualités
Le Majestic Sporting Club est un club burkinabè de football basé à Saponé.

## Histoire
Le club qui jouait à Pô est promu en première division en 2013, à partir de 2017 il s'nstalle à Saponé à 30km au sud d'Ouagadougou. L'équipe est souvent présentée comme le Majestic Sporting club de Saponé.
En 2019, le club joue à Manga, il est réputé pour son centre de formation d'où émerge de jeune talents qui partent à l'étranger, comme Mazou Bambara (WSG Tirol en Autriche), Josué Tiendrebéogo (FC Annecy), Éric Chardey (NK Hrvatski Dragovoljac en Croatie).
Le club est promu en première division en 2013, il termine sa première saison à la 12e place, il sera longtemps classé en milieu de tableau jusqu'en 2018 où il termine à la troisième place, puis terminera plusieurs fois comme vice-champion en 2020, 2022 et 2024. En 2022, il est deuxième à un point du champion.

## Palmarès
- Championnat du Burkina Faso
  - Vice-champion : 2020, 2022, 2024